# Michel Vanderbauwhede
Michel Vanderbauwhede (Boezinge, 19 mei 1901 - Ieper, 3 juli 1977) was een Belgisch voetballer die bijna zijn volledige carrière als spits voor Cercle Brugge speelde. Daarnaast speelde hij ook 15 maal voor de Belgische nationale ploeg, waarbij hij 7 keer scoorde.

## Carrière bij Cercle
Michel Vanderbauwhede speelde zijn eerste competitiewedstrijd voor Cercle op 20 februari 1921 op het veld van La Gantoise. Het duurde echter tot het seizoen 1923/24 vooraleer hij een basisplaats verwierf. Hij pakte in het seizoen 1926/27 de dubbel (titel + beker) met Cercle en werd ook nog eens landskampioen met Cercle in 1929/30. Vanderbauwhede speelde zijn laatste wedstrijd voor Cercle op 10 april 1932 op het veld van Club Brugge.
Daarna speelde hij nog even voor Cercle Sportif Yprois.
In totaal speelde Vanderbauwhede 224 competitiewedstrijden voor Cercle. Hij maakte daarin 112 doelpunten. In vijf wedstrijden voor de Beker van België maakte hij drie doelpunten.

## Internationale carrière
Michel Vanderbauwhede maakte zijn debuut bij de Rode Duivels op 11 april 1926 in en tegen Frankrijk. Hij scoorde in die wedstrijd meteen zijn eerste doelpunt voor België, dat wel met 4-3 verloor. Hij werd niet geselecteerd voor de olympische ploeg die in 1928 de Belgische kleuren verdedigde. Ook aan het Wereldkampioenschap van 1930 nam hij niet deel. Hij speelde op 7 december 1930 zijn laatste interland, opnieuw in Frankrijk.